# Draskóczi Ágnes
Draskóczi Ágnes (Miskolc, 1969. augusztus 11. –) költő, középiskolai tanár.

## Életpályája
1987-ben érettségizett a Herman Ottó Gimnáziumban. Ugyanebben az évben felvételt nyert a Kossuth Lajos Tudományegyetem Bölcsészettudományi Karára, ahol 1992-ben magyar nyelv és irodalom – orosz nyelv és irodalom szakos középiskolai tanári diplomát szerzett. 1996-ban az ELTE BTK-n angol nyelvtanári diplomát kapott. 1992-1995 között a budapesti Bókay János Egészségügyi Szakközépiskola és Gimnázium, 1995 óta a Kölcsey Ferenc Gimnázium tanára. 2017-ben a Corvinus Nyelvvizsgaközpont akkreditált vizsgáztatója.

## Szépirodalmi publikációi
1. Antológiákban: Magándalok, Debrecen,1989 ; Belső Mértan, Aposztróf Művészeti Stúdió, Debrecen, 1992 ; Menedékjog, Littera Nova, 1996;  Bordáink temploma, Littera Nova, 1996;  Kifeszített együttlét, Alterra Kiadó, 1997
2. Szépirodalmi folyóiratokban: Mozgó Világ 1997-2009;  Napút, 2011/2 ; Credo 2011/4, 2013/4; Folyó-irat internetes irodalmi portál 2012; Nyugat Plusz 2013-2018;  Nyugat Itthon 2013;  Holdkatlan internetes szépirodalmi folyóirat 2015-2018
3. Hangoskönyveken:  Hangzó Nyugat Plusz 2.,3.,4. 2015-2017 (versek Kálloy-Molnár Péter, Lukács Sándor, Korponay Zsófi előadásában)

## Önálló verseskötet
- Örvény, Napkút Kiadó, 2011